# Myotis belgicus
Myotis belgicus is een uitgestorven vleermuis die pas in 2017 voor het eerst werd beschreven.

## Situering
In 1999 werden in het Vlaams-Brabantse Boutersem door Richard Smith, wetenschappelijk medewerker van het Koninklijk Belgisch Instituut voor Natuurwetenschappen (KBIN) fossiele resten van vleermuizen gevonden. Pas jaren later bleek uit een analyse door Thierry Smith, eveneens wetenschappelijk medewerker van het KBIN en zoon van Richard, en door Gregg Dunnell van de Amerikaanse Duke University dat de restanten van een van de soorten behoren tot Myotis. De fossiele resten zijn zo'n 33,5 miljoen jaar oud en stammen uit het Oligoceen. Myotis belgicus is de oudste teruggevonden Myotis en het geslacht blijkt hiermee minstens 7 miljoen jaar ouder te zijn dan voorheen gedacht. De publicatie van de onderzoeksgegevens verscheen in 2017.
Omdat de soort tot nu alleen in het Belgische Vlaams-Brabant werd teruggevonden, kreeg ze de specificatie belgicus in de naam. Naast Boutersem werden ook nog fossiele exemplaren teruggevonden in het nabijgelegen Hoogbutsel en Hoeleden.